# Социалистическая реконструкция и наука
«Социалистическая реконструкция и наука» — научно-популярный и общественный журнал СССР, более известный под сокращенным названием «СОΡΕΗА» (1931—1936).

## История
Орган ЦНИСА и Центехпропа НКТП. Начал выходить в 1931 году по специальному постановлению ЦК ВКП(б) (первые номера [вып. 1 и 2—3] вышли в свет в ноябре — декабре 1931 года) и был рассчитан, главным образом, на инженерно-технических и научных работников и на преподавателей высших учебных заведений.
Инициатором создания, организатором и ответственным редактором журнала «Социалистическая реконструкция и наука» был Н. И. Бухарин.

## Редколлегия
В состав его редколлегии входили такие видные ученые как А. Ф. Иоффе, Л. К. Мартенс, А. Н. Фрумкин. Редактор журнала — А. Н. Клушина, бывшая жена В. Куйбышева. Ответственным редактором был академик Н. И. Бухарин.

## Цели и задачи
Редакция «Социалистической реконструкции и науки» так обозначила цели и задачи журнала:
- СОΡΕΗА является самым большим и серьёзным журналом Советского Союза по вопросам науки и техники.
- СОΡΕΗА выходит при ближайшем участии лучших учëных, инженерии, экономистов и хозяйственников СССР.
- СОΡΕΗА помещает статьи руководящего характера, статьи по внедрению диалектического материализма в естественные и технические науки, теоретические статьи по всем общим дисциплинам, статьи по всем боевым вопросам современной техники, статьи по организации научно-исследовательского и технического труда и т. д.
- СОΡΕΗА освещает важнейшие новые, проблемы и достижения зарубежной научной и технической мысли.
- СОΡΕΗА обобщает технический опыт великого строительства.
- СОΡΕΗА придает исключительное значение информации и библиографии[2].

Журнала «СОΡΕΗА» считался самым научным из тогдашних популярных журналов, на страницах которого обсуждались вопросы организации и развития науки, систематически печатались стенограммы заседаний президиума Академии наук СССР. В этих стенограммах отражалась борьба, которая проходила в то время между молодыми Н. И. Вавиловым, А. Ф. Иоффе, И. Е. Таммом, Л. Д. Ландау и др. и старыми академиками. Печатались Павел Флоренский, Н. К. Кольцов, с обзорами выступал профессор М. П. Бронштейн.
Журнал весьма успешно конкурировал с журналом «Природа».
После возбуждения против ответственного редактора журнала Бухарина дела, в конце 1936 года выпуск журнала «Социалистическая реконструкция и наука» был прекращен, журналы были изъяты из библиотек и уничтожены. 
Всего за время существования журнала «СОРЕНА» было опубликовано 52 книжки журнала объемом от 10 до 25 печатных листов каждая.